# Tyrrellite
La tyrrellite (simbolo IMA: Ty) è un minerale molto raro del supergruppo dello spinello e in particolare dei seleniospinelli, nella cui famiglia occupa un posto nel sottogruppo della bornhardtite; appartiene alla classe minerale dei "solfuri e solfosali" con composizione chimica Cu(Co,Ni)2Se4, anche semplificato (Cu,Co,Ni)3Se4 e quindi chimicamente un seleniuro di rame-cobalto-nichel, oltre a essere l'analogo del selenio della carrollite (CuCo2S4).

## Etimologia e storia
Il minerale è stato scoperto per la prima volta nei depositi di cobalto, nichel e seleniuro di rame vicino ad Ato Bay a Beaverlodge Lake e nell'Eagle Shaft a Mellville Lake nell'attuale regione di Beaverlodge (ex Goldfields District) nella provincia canadese del Saskatchewan. È stato descritto per la prima volta nel 1952 da S. C. Robinson e E. J. Brooker, inizialmente con il nome generico di cobalto-nichel-rame-seleniuro. Successivamente chiamarono il minerale in onore del geologo ed ex dipendente del Geological Survey of Canada Joseph Tyrrell (1858-1957).
Il materiale tipo del minerale è elencato nel Geological Survey of Canada a Ottawa con il numero di catalogo. 61592 e nel Royal Ontario Museum di Toronto con il numero di catalogo nº M26095 e M26096 nonché nel Museo nazionale di storia naturale di Francia a Parigi con il nº di catalogo 180,53 (Cotipo).
La tyrrellite era già conosciuta prima della fondazione dell'Associazione Mineralogica Internazionale (IMA) nel 1958 ed è per lo più riconosciuta come minerale nel mondo professionale. In quanto cosiddetto minerale grandfathered (G), il riconoscimento della tyrrellite come specie minerale separata è stato adottato dalla Commissione per i nuovi minerali, la nomenclatura e la classificazione (CNMNC).

## Classificazione
L'attuale classificazione dell'IMA include la tyrrellite nel supergruppo dello spinello, dove forma il sottogruppo della bornhardtite all'interno dei selenospinelli insieme a bornhardtite e trüstedtite.
Già nell'obsoleta, ma in parte ancora in uso, 8ª edizione della sistematica minerale secondo Strunz, la tyrrellite apparteneva alla classe minerale dei "solfuri e solfosali" e quindi alla sottoclasse dei "solfuri con [il rapporto di massa] metallo:S,Se,Te < 1:1", dove era elencata con bornhardtite, cadmoindite, carrollite, daubréelite, fletcherite, florensovite, greigite, indite, kalininite, linnaeite, polidimite, siegenite, trüstedtite e violarite con le quali forma il "gruppo della linnaeite" con il sistema nº II/D.01.
La 9ª edizione della sistematica dei minerali di Strunz, valida dal 2001 e utilizzata dall'Associazione Mineralogica Internazionale (IMA), classifica la tyrrellite nella categoria dei "2.D Solfuri metallici, M:S = 3:4 e 2:3". Anche questa è ulteriormente suddivisa in base all'esatto rapporto quantitativo, in modo che il minerale possa essere trovato nella suddivisione "2.DA M:S = 3:4" in base alla sua composizione, dove può essere trovata insieme a cadmoindite, cuproiridsite, cuprokalininite, cuprorhodsite, ferrorhodsite, fletcherite, florensovite, greigite, indite, kalininite, malanite, trüstedtite, bornhardtite, carrollite, daubréelite, linnaeite, polidimite, siegenite, violarite e xingzhongite con le quali forma il "gruppo della linnaeite" con il sistema nº 2.DA.05.
Anche la sistematica dei minerali secondo Dana, che viene utilizzata principalmente nel mondo anglosassone, classifica la tyrrellite nella classe dei "solfuri e solfosali" e lì nella sottoclasse dei "minerali solfuri". Si può trovare il minerale nel "gruppo della linnaeite" (Isometrico: Fd3m)" con il sistema nº 02.10.01 nell'ambito della suddivisione "Solfuri – compresi seleniuri e telluridi – con composizione AmBnXp, con (m+n):p = 3:4".

## Abito cristallino
La tyrrellite cristallizza nel sistema cubico nel gruppo spaziale Fd3m (gruppo nº 227) con il parametro del reticolo a = 10,01 Å e 8 unità di formula per cella unitaria.

## Proprietà
La tyrrellite mostra una scissione indistinta lungo {100}. Reagisce fragilmente alle sollecitazioni meccaniche e si rompe come il vetro.
La durezza Mohs della tyrrellite è data da ≈ 3,5 a 4,5, che è all'incirca la stessa di quella della fluorite, che è il minerale di riferimento (durezza 4). Con la dimensione del campione appropriata, il minerale potrebbe quindi essere graffiato con un coltellino tascabile.

## Origine e giacitura
Nella sua località tipo nell'area di Beaverlodge, la tyrrellite si è formata insieme ad altri seleniuri per spostamento idrotermale. I giacimenti nell'area di scoperta sono costituiti principalmente da umangite e klockmannite, nonché da tracce di berzelianite, clausthalite, pirite, ematite e calcopirite. Oltre alla tyrrellite, la calcomenite era il principale prodotto di spostamento. Il quarzo è l'unico filone trovato in quantità molto piccole.
La tyrrellite è una delle rare formazioni minerali che sono state conosciute solo in piccolo numero e in poche località. A partire dal 2018 sono stati documentati circa 15 siti per la tyrrellite. A parte le sue località tipo Ato Bay e Eagle Shaft, il minerale è stato trovato solo in Canada nella miniera di uranio di Martin Lake, che si trova anche nell'area di Beaverlodge nel Saskatchewan.
In Germania, il minerale si trova finora nell'ex distretto minerario di Wölsendorf, nel circondario di Schwandorf (Baviera), nonché in una cava di grovacca con vari minerali rari di selenio nelle vene di carbonato vicino a Rieder nel circondario degli Haßberge e nei giacimenti di minerale di selenio dell'ex area mineraria vicino a Tilkerode (Abberode) nel circondario di Mansfeld-Harz Meridionale in Sassonia-Anhalt.
La tyrrellite è stata trovata in vari siti sparsi in tutta Europa, dalla "Mina La Divina Providencia", a circa sei chilometri a est-nordest del comune di Villamanín nella provincia di León (Spagna), dalla calcite con mineralizzazione di oro e palladio nota come "Hope's Nose" vicino a Torquay nella contea inglese del Devon, e dalle aree minerarie intorno a Rožná e Nové Město na Moravě nel distretto di Žďár nad Sázavou nella regione di Vysočina, nel giacimento di uranio di Předbořice (Černíny) nel distretto di Kutná Hora nella Boemia centrale e sul monte Kokšín nel comune di Nové Mitrovice nel distretto di Plzeň-jih (Repubblica Ceca).
Sono noti altri tre luoghi per la tyrrellite: il deposito di rame-selenio nella "miniera di Tumiñico" nella Sierra de Cacho argentina (provincia di La Rioja), le vene idrotermali con selenuri e solfuri nella "miniera di El Dragón" nella provincia di Antonio Quijarro (Bolivia) e il deposito di rame-cobalto-uranio di Musonoi vicino a Kolwezi nella Repubblica Democratica del Congo.

## Forma in cui si presenta in natura
La tyrrellite è stata trovata principalmente sotto forma di grani irregolari e cubi debolmente sviluppati (ipidiomorfi) fino a circa 0,2 mm di diametro come inclusioni in umangite e berzelianite. Il minerale è opaco e appare di colore che va dal bronzo chiaro al giallo ottone; al microscopio a luce riflessa appare con una sfumatura di rosa.
Il colore del suo striscio, invece, è nero. Le superfici delle venature hanno una lucentezza metallica.